# Linea diretta (serie televisiva)
Linea diretta (WIOU) è una serie televisiva statunitense in 14 episodi trasmessi dall'emittente CBS dal 1990 al 1991.

## Trama
La serie è ambientata nel reparto notizie di una stazione televisiva fittizia il cui nome reale è WNDY, ma che è soprannominata WIOU dal suo staff a causa dei perenni problemi economici del network.

## Episodi
| Stagione       | Episodi | Prima TV USA |
| -------------- | ------- | ------------ |
| Prima stagione | 18      | 1990-1991    |

## Personaggi e interpreti

### Personaggi principali
- Hank Zaret (14 episodi), interpretato da John Shea.[1]
È il nuovo direttore del reparto notizie.
- Liz MacVay, interpretata da Mariet Hartley, doppiata in italiano da Stefania Giacarelli.[1]
- Kelby Robinson (14 episodi), interpretata da Helen Shaver, doppiata in italiano da Ada Maria Serra Zanetti.[1]
È una ex reporter e nuova conduttrice del telegiornale.
- Neal Frazier (14 episodi), interpretato da Harris Yulin.[1]
È un anchorman superpagato.
- Taylor Young (14 episodi), interpretata da Kate McNeil.[1]
È una nuova giornalista arrivata da Tampa.
- Eddie Brock (14 episodi), interpretato da Phil Morris.[1]
È un ambizioso reporter.
- Marc Adamson (4 episodi), interpretato da Eric Pierpoint.[1]
- Floyd Graham (14 episodi), interpretato da Dick Van Patten.[1]
È addetto alle previsioni del tempo.
- Willis Teitlebaum (14 episodi), interpretato da Wallace Langham.[1]
- Ann Hudson (14 episodi), interpretata da Jayne Brook.[1]
- Rick Singer (4 episodi), interpretato da Steven Eckholdt.[1]
- Kevin Doherty (14 episodi), interpretato da Robin Gammell.[1]
È il manager.
- Tony Pro (14 episodi), interpretato da Joe Grifasi.[1]
È l'addetto alle pubbliche relazioni.

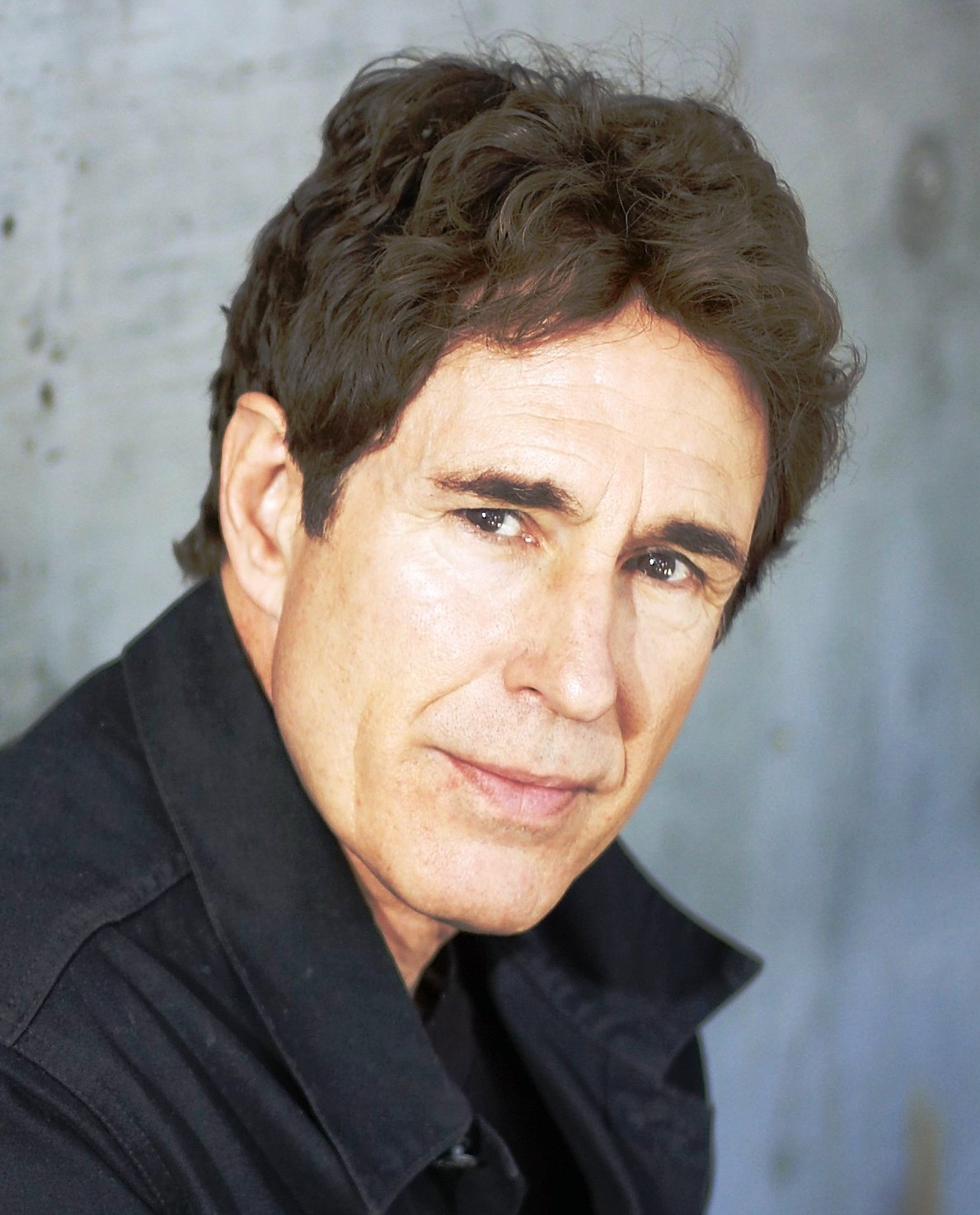
John Shea
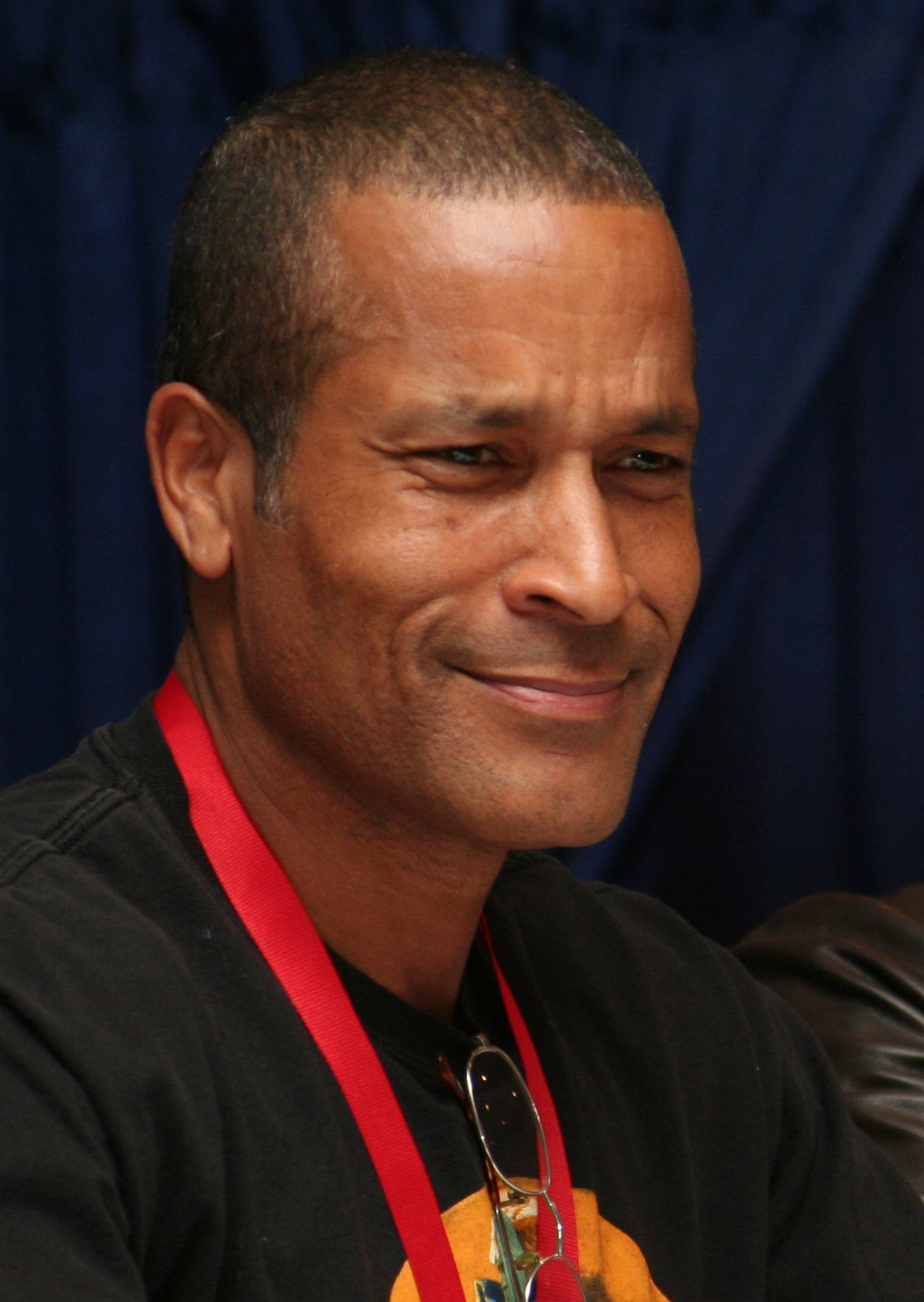
Phil Morris
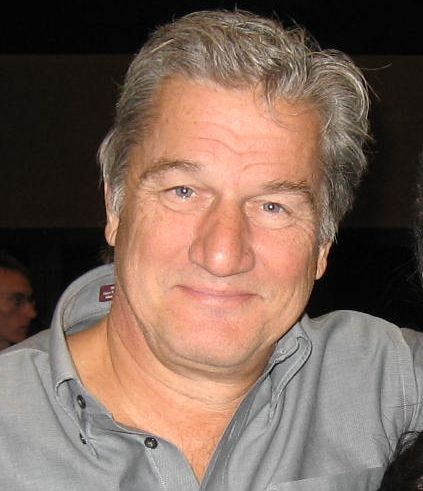
Eric Pierpoint
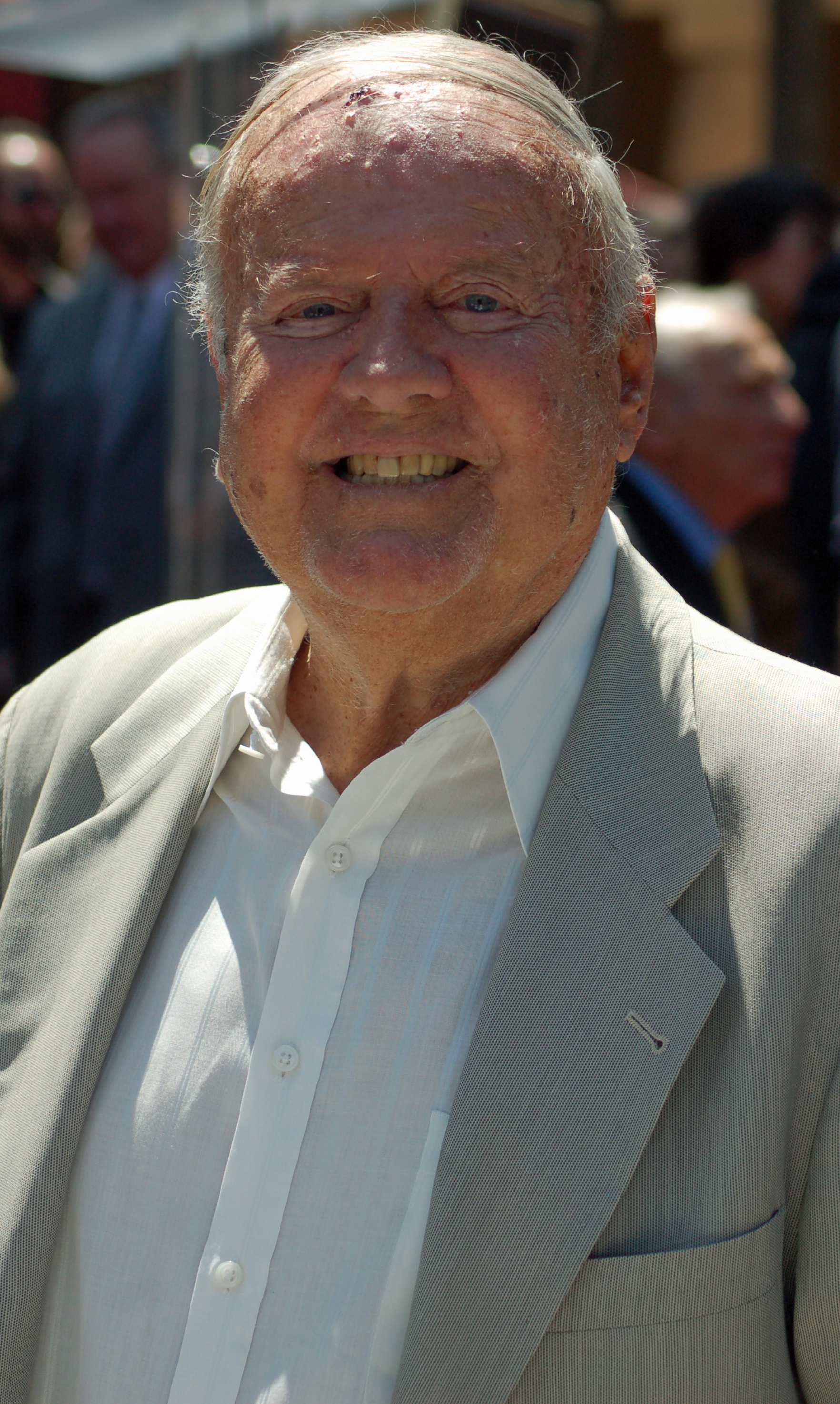
Dick Van Patten
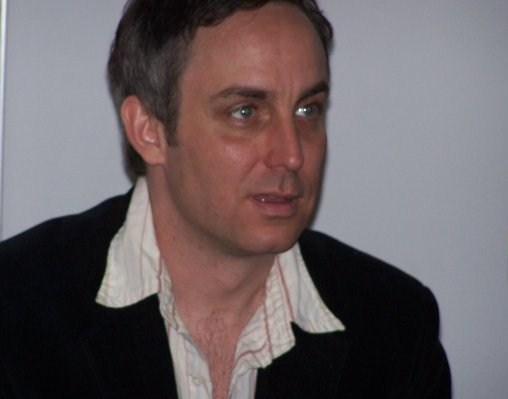
Wallace Langham

### Personaggi secondari
- Liz McVay (14 episodi), interpretata da Mariette Hartley.
È il produttore esecutivo.
- Ralph (14 episodi), interpretato da Scott Harlan.
È il direttore.
- Trudy (10 episodi), interpretata da Liane Curtis.
- Lucy Hernandez (4 episodi), interpretato da Rosie Perez.
È la presentatrice delle news sportive.
- Leonara Gates (2 episodi), interpretata da Fran Bennett.
- Billy Randfield (2 episodi), interpretato da Dick Anthony Williams.
- Ernie Valens (2 episodi), interpretato da Vasili Bogazianos.
- Direttore (2 episodi), interpretato da Robert Crow.
- George Lewis (2 episodi), interpretato da Keith Gordon.
- Detective Beekler (2 episodi), interpretato da Alyson Reed.
- McVay (2 episodi), interpretato da Steve Kahan.
- Beatrice Hudson (2 episodi), interpretata da Gail Strickland.

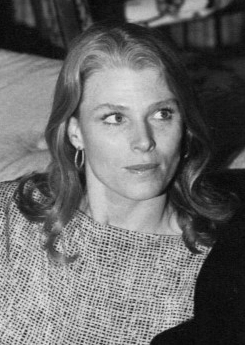
Mariette Hartley
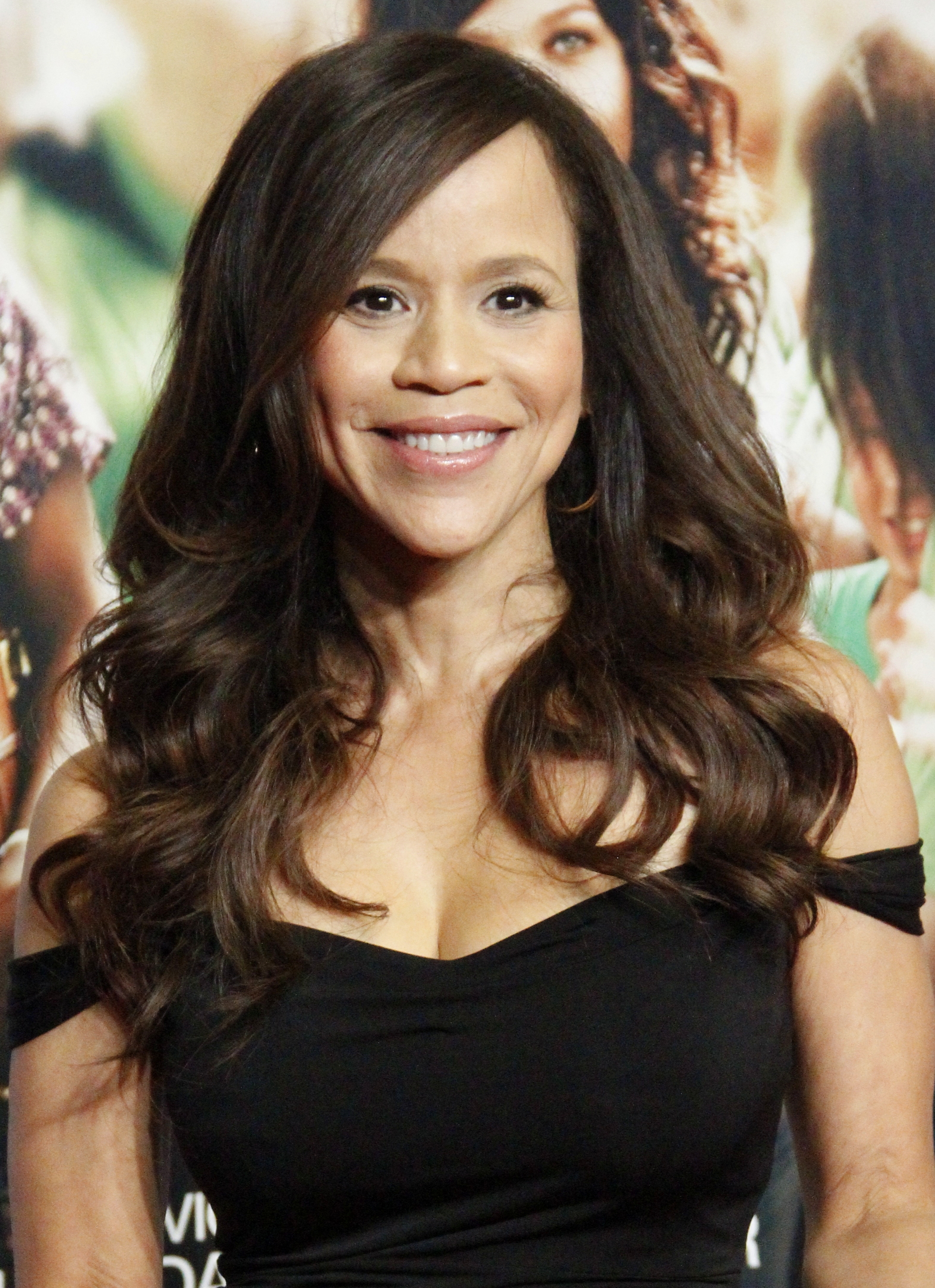
Rosie Perez

## Produzione
La serie, ideata da John Eisendrath e Kathryn Pratt, fu prodotta da Orion Television. Le musiche furono composte da Gary Chang e Laura Karpman.
Tra i registi della serie sono accreditati: Mark Tinker, Bethany Rooney, John Heath e Miles Watkins.

## Distribuzione
La serie fu trasmessa negli Stati Uniti dal 1990 al 1991 sulla rete televisiva CBS. In Italia è stata trasmessa con il titolo Linea diretta.
Alcune delle uscite internazionali sono state: negli Stati Uniti il 24 ottobre 1990 (WIOU); in Germania Ovest (Fernsehfieber); in Spagna (Traficantes de noticias); in Italia (Linea diretta).